# Jordan Grand Prix
Jordan Grand Prix war ein irisch-britischer Motorsport-Rennstall, der zwischen 1991 und 2005 an insgesamt 250 Grand-Prix-Rennen der Formel-1-Weltmeisterschaft teilnahm. Davor war das Team bereits in den unteren Rennklassen Formel 3 und der internationalen Formel-3000-Meisterschaft an den Start gegangen. Gründer und langjähriger Teamchef war der Ire Eddie Jordan. Mit Giancarlo Fisichella, Heinz-Harald Frentzen und Damon Hill gewannen drei Fahrer je mindestens ein Formel-1-Rennen für das Team, für Fisichella war es der erste Sieg in der Formel 1. Darüber hinaus gewannen vier Fahrer, die ihr erstes Formel-1-Rennen für Jordan absolvierten – Michael Schumacher (1991), Rubens Barrichello, Eddie Irvine (beide 1993) und Ralf Schumacher (1997) – im weiteren Verlauf ihrer Formel-1-Karriere mit anderen Teams Rennen. Mit Damon Hill, Thierry Boutsen und Jean Alesi bestritten zudem drei ehemalige Grand-Prix-Sieger ihr jeweils letztes Formel-1-Rennen bei Jordan. Die meisten Rennen für das Team fuhr Barrichello, der 64-mal in einem Jordan an den Start ging. 2004 verkaufte Eddie Jordan das Team. Nach mehreren Eigentümer- und Namenswechseln tritt der Rennstall seit Beginn der Saison 2021 als Aston Martin F1 Team an.

## Geschichte

### Die Anfänge
Eddie Jordan war in den 1970er-Jahren als Rennfahrer in der Formel 3 aktiv. 1979 ging er zudem bei einem Formel-2-Rennen an den Start; bei den „Donington 50.000“ in Donington Park fuhr er für das irische Team Derek McMahon Racing einen March 792. Zu Beginn des folgenden Jahres gründete er seinen eigenen Rennstall, der zunächst die Bezeichnung Eddie Jordan Racing trug. Zum ersten Rennen der Saison 1981 meldete sich das Team mit Eddie Jordan als Fahrer zur Formel-2-Europameisterschaft; Jordan trat aber nicht an. Das Team engagierte sich zunächst regelmäßig in der Formel 3, bevor es 1985 in die Internationale Formel-3000-Meisterschaft wechselte.
Als herausragend gilt die Saison 1983 der britischen Formel-3-Meisterschaft, in der sich der für Jordan fahrende Martin Brundle einen engen Zweikampf mit Ayrton Senna vom Konkurrenzteam West Surrey Racing lieferte. Am Ende musste sich Brundle mit lediglich neun Fahrerpunkten weniger als Senna geschlagen geben. Beide Fahrer debütierten bereits im Folgejahr in der Formel 1: Senna bei Toleman, Brundle bei Tyrrell. 1986 wiederum fuhr der Brasilianer Maurizio Sandro Sala für Jordan insgesamt fünf Rennsiege ein, lag aber am Ende dennoch weit hinter dem späteren Meister Andy Wallace zurück. 1987 dagegen konnte Johnny Herbert für Jordan den F3-Titel endlich gewinnen. Das F3-Engagement von Jordan endete mit Ablauf der Saison 1989, in der der Schwede Rickard Rydell beim Auftaktrennen in Thruxton noch ein letztes Rennen gewinnen konnte.

### Formel 3000

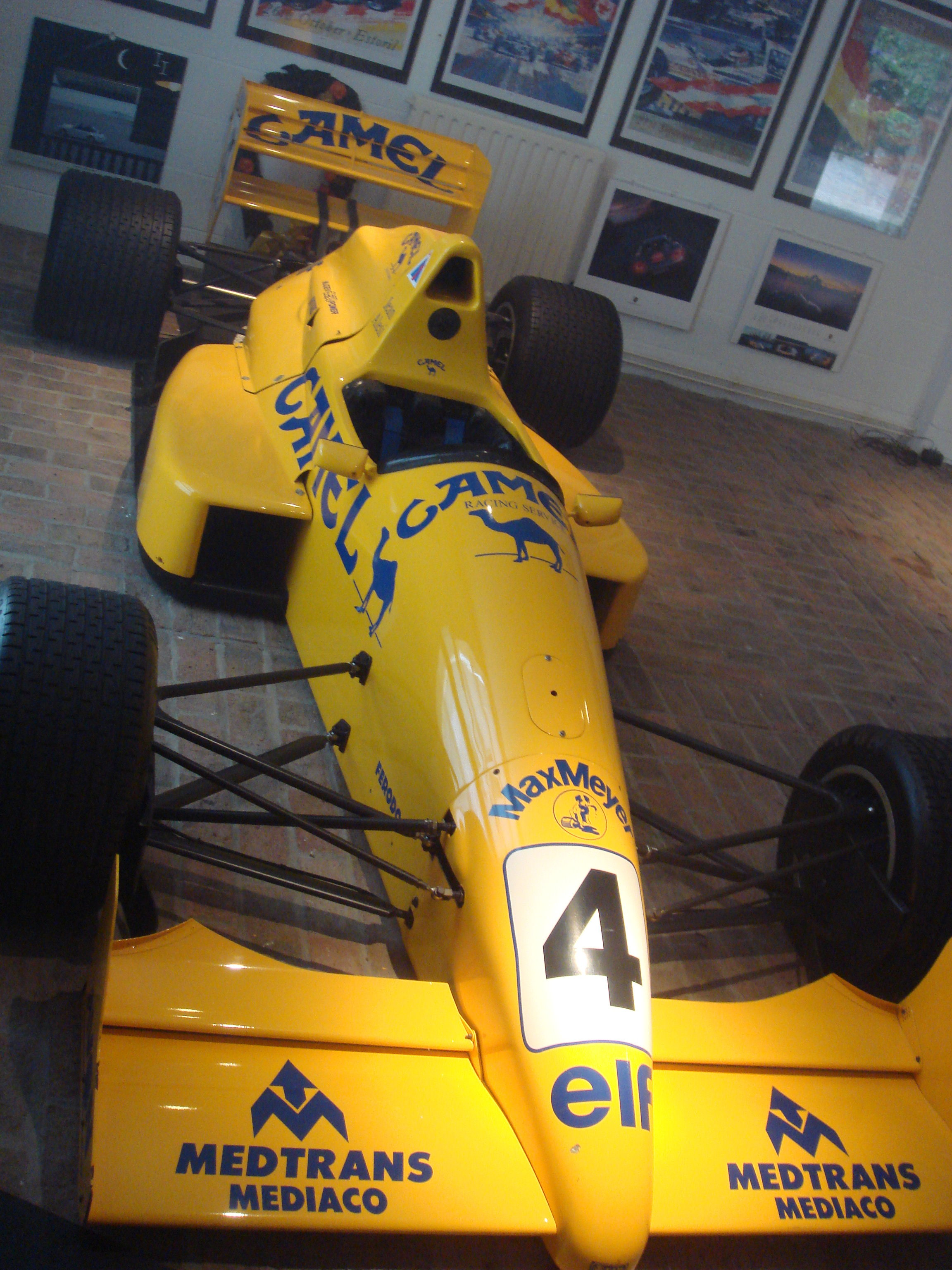
Jean Alesis Reynard 89D aus der F3000-Saison 1989

Im ersten Jahr des Formel-3000-Engagements fuhr Jordans Pilot Thierry Tassin nur einen Meisterschaftspunkt ein. Sein bestes Formel-3000-Ergebnis erzielte das Team in diesem Jahr beim Curaçao Grand Prix im Oktober 1985, den Claudio Langes als Dritter beendete. Allerdings zählte das Rennen nicht zur Meisterschaft. In den folgenden zwei Jahren setzte Jordan zahlreiche zahlende Fahrer ein, die nur geringe Erfolge erzielten. 1988, im vierten Jahr des Engagements, gewann Johnny Herbert das erste Formel-3000-Rennen für Jordan. 1989 fuhr unter anderem Jean Alesi für das Team. Der Franzose, der im gleichen Jahr bei Tyrrell in der Formel 1 debütierte, lag am Saisonende mit 39 Punkten gleichauf mit seinem Landsmann Érik Comas, konnte aber mehr Rennsiege vorweisen als dieser und gewann somit den Meistertitel. 1990 wurde Eddie Irvine für Jordan Dritter und 1991 Damon Hill Siebter der Fahrerwertung. Danach gab Jordan das Engagement in der Formel 3000 auf, um sich gänzlich auf die Formel 1 zu konzentrieren.
Neben Herbert, Alesi, Irvine und Hill fuhren mit Paolo Barilla (1988), Martin Donnelly (1988–1989), Heinz-Harald Frentzen, Emanuele Naspetti (beide 1990) und Vincenzo Sospiri (1991) in der F3000 noch weitere Fahrer für Jordan, die später den Schritt in die Formel 1 schafften. Im Jahr 1986, der zweiten Saison von Jordan in der F3000, war das einzige vom Team eingesetzte Fahrzeug zudem für jeweils ein einziges Rennen von den ehemaligen Formel-1-Fahrern Kenny Acheson, Tommy Byrne und Jan Lammers gesteuert worden.
In den Jahren 1985 bis 1987 setzte Jordan in der F3000 Chassis von March ein, von 1988 bis 1990 solche von Reynard. In der letzten Saison 1991 wurden die Chassis von Lola geliefert. Motorenseitig setzte Jordan bis 1988 zunächst auf die bewährten Cosworth-DFV-Aggregate. Danach folgten zwei Jahre mit Mugen-Honda-Motoren, ehe 1991 nochmals der DFV-Motor verwendet wurde.

### Formel 1

#### 1991: Erfolge im Debütjahr
Zur Saison 1991 stieg das Jordan-Team in die Formel 1 ein und konnte sich bald finanzielle Unterstützung durch Fujifilm, den Getränkehersteller 7Up sowie die irische Tourismusförderung sichern. Das Einsatzfahrzeug, der Jordan 191, war das erste Rennauto, das das Team selbst konstruiert hatte. Die Entwicklungsarbeit wurde weitgehend von Gary Anderson geleistet. Als Antrieb verwendete Jordan einen Cosworth-Achtzylinder. Anders als bei den übrigen Cosworth-Kundenteams war es allerdings nicht ein vergleichsweise leistungsschwacher DFR-Motor, sondern ein Triebwerk der HB-Generation, die 1990 exklusiv von Benetton eingesetzt worden war.
Stammfahrer des neuen Teams waren Andrea de Cesaris, der dem Team zusätzliche Sponsorgelder von Marlboro Italia mitbrachte, sowie Bertrand Gachot. Als Gachot im Spätsommer 1991 in London wegen eines tätlichen Angriffs auf einen Taxifahrer im März des Jahres angeklagt und zu einer Haftstrafe verurteilt wurde, ersetzte Jordan ihn auf Vermittlung Norbert Haugs durch den deutschen Rennfahrer Michael Schumacher, der beim Großen Preis von Belgien sein Formel-1-Debüt gab. Für das folgende Rennen wechselte Schumacher zu Benetton; Jordan vergab Gachots vakantes Cockpit für den Rest der Saison an Roberto Moreno bzw. Alessandro Zanardi.
Die Debütsaison wurde zu einem Erfolg für Jordan Grand Prix. Das Team war der erfolgreichste Neueinsteiger der letzten zehn Jahre. De Cesaris beendete fünf Rennen in den Punkterängen, Gachot drei. Zudem fuhr Gachot beim Großen Preis von Ungarn die schnellste Rennrunde. Michael Schumachers Einsatz für Jordan sorgte für Aufsehen: Schumacher qualifizierte sich auf der für ihn unbekannten Strecke für den siebten Startplatz. Im Rennen konnte er allerdings nicht einmal eine Runde beenden, da er einen Kupplungsdefekt erlitt.
Jordan schloss die Saison mit 13 Meisterschaftspunkten als Fünfter der Konstrukteurswertung ab.

#### 1992: Leistungstief mit Yamaha-Motoren

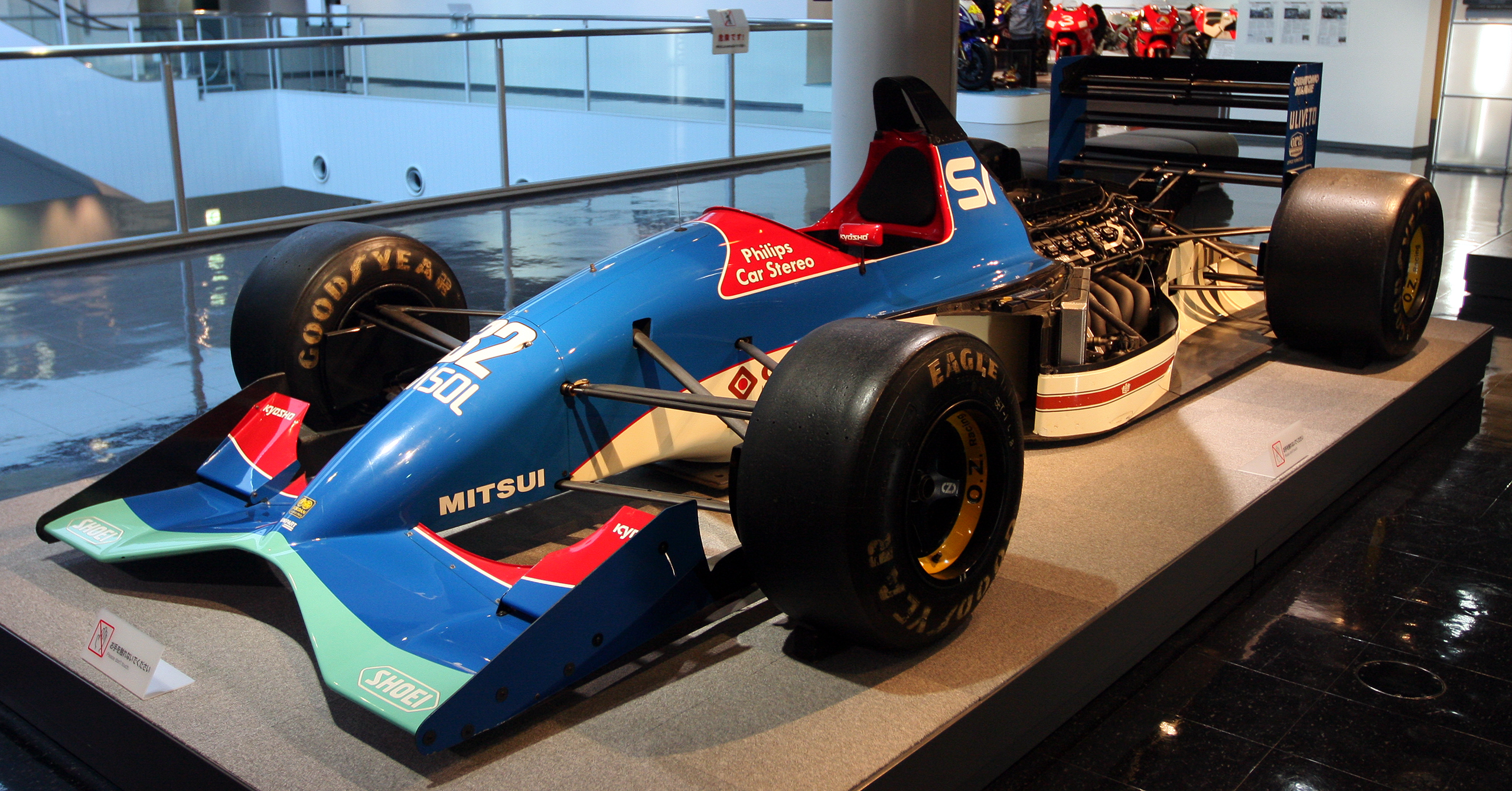
Jordan 192 mit Yamaha-Motor

In seiner zweiten Saison erzielte das Jordan-Team nur wenige Erfolge. Jordan änderte zu Saisonbeginn die technische Ausstattung und setzte nun statt des Cosworth-Motors einen Zwölfzylindermotor von Yamaha ein, der 1991 im Brabham BT60Y ohne Erfolg geblieben war. Der Wechsel hatte in erster Linie finanzielle Gründe: Das Team, das durch die Aufwendungen der Debütsaison in wirtschaftliche Schwierigkeiten geraten war, erhielt den wenig begehrten Yamaha-Motor kostenlos. Gary Anderson passte das vorhandene Chassis an den neuen Motor an; das Auto erhielt nun die Bezeichnung Jordan 192. Fahrer waren Stefano Modena und Maurício Gugelmin.
Im Vergleich zum Debütjahr waren die Rennergebnisse, die das Sasol Jordan Yamaha Team in seinem zweiten Jahr erreichte, eine Enttäuschung. Beobachter werteten den Verlauf der Saison 1992 als „Desaster“. Beim Auftaktrennen in Südafrika verfehlte Modena die Qualifikation; Gleiches galt für die Rennen in Monaco, Ungarn und Portugal. Die Nichtqualifikation in Monaco war für das Team besonders enttäuschend, weil hier Roberto Moreno im unterlegenen S921 des schlecht organisierten Andrea-Moda-Formula-Teams problemlos die Startberechtigung erhielt. Nach Ansicht von Gary Anderson waren die Nichtqualifikationen für Modena demotivierend: „Aufgrund seines Temperaments war Modena nicht in der Lage, die Probleme mental zu überwinden. Sie stauten sich auf und verschlechterten seine Motivation zunehmend.“ Insgesamt kam Modena nur viermal ins Ziel, das erste Mal Anfang September beim Großen Preis von Belgien. Mit seinem sechsten Platz im letzten Rennen der Saison erzielte er den einzigen Weltmeisterschaftspunkt für Jordan in diesem Jahr. Gugelmin qualifizierte sich zu jedem Rennen. Elfmal fiel er technisch bedingt aus. Sein bestes Ergebnis war der siebte Platz beim Großen Preis von San Marino.

#### 1993 und 1994: Die Hart-Jahre

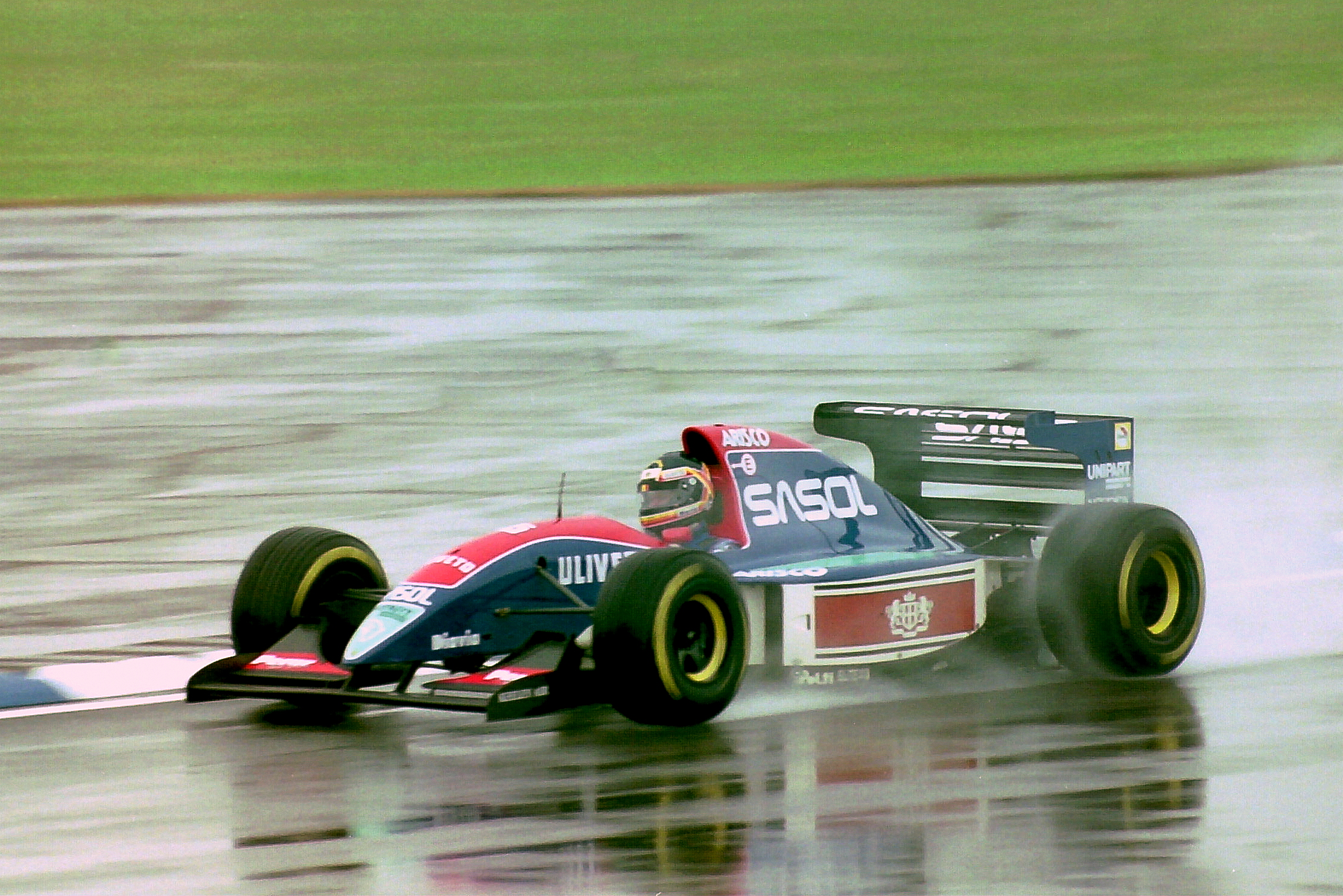
Thierry Boutsen im Jordan 193 beim Großen Preis von Großbritannien 1993

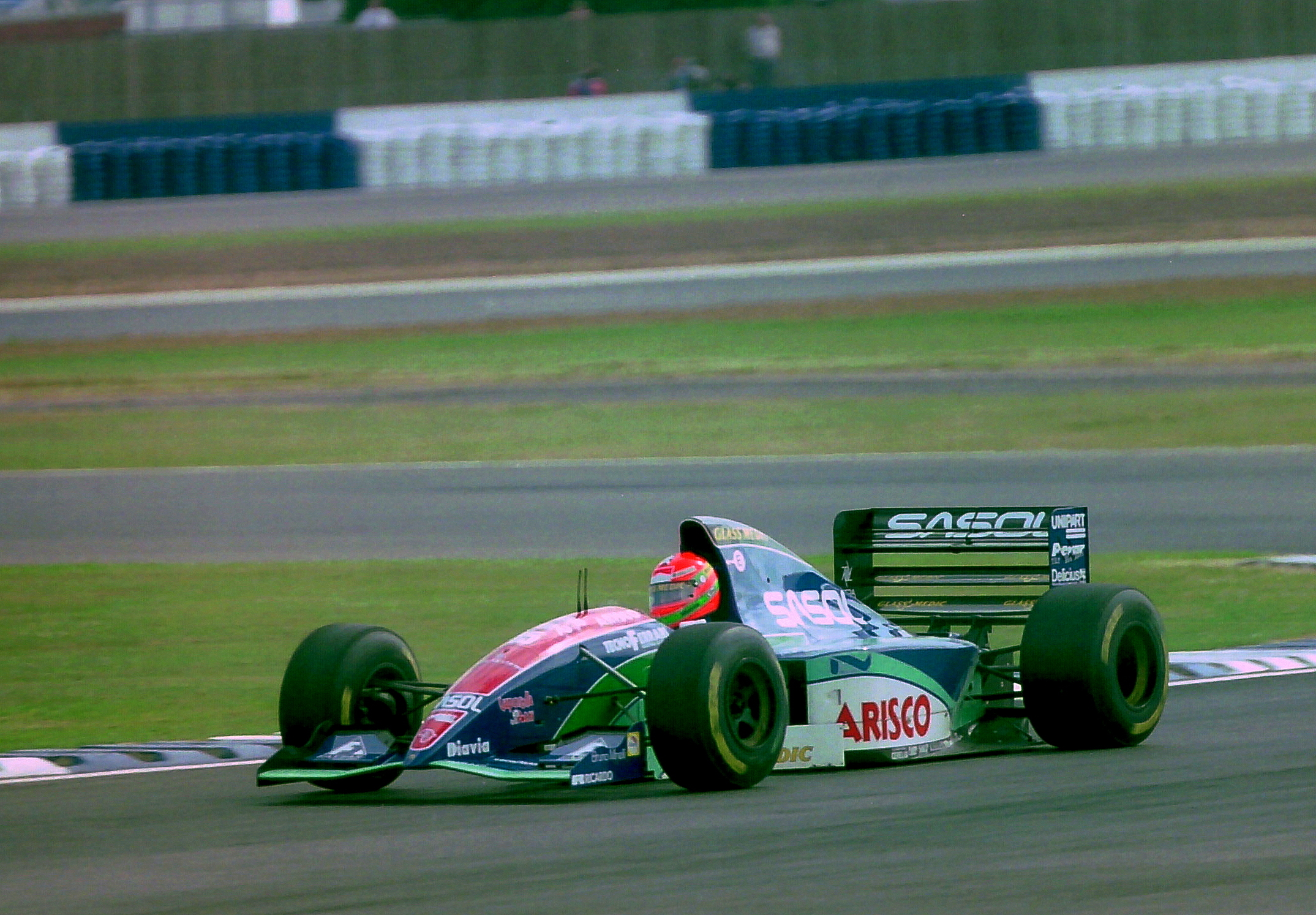
Eddie Irvine im Jordan 194 beim Großen Preis von Großbritannien 1994

Mit Ablauf der Saison 1992 trennte sich Jordan von Yamaha. Jordan hatte in dem südafrikanischen Mineralölkonzern Sasol einen Sponsor gefunden, der bereit war, einen Exklusivmotor für das irisch-britische Team zu finanzieren. Das Triebwerk wurde von Hart Racing Engines konstruiert, einem privaten Unternehmen, das in den 1980er-Jahren Turbomotoren für kleinere Formel-1-Teams bereitgestellt hatte. Konstrukteur war Brian Hart; das Triebwerk war ein 3,5 Liter großer Zehnzylindermotor.
Im ersten Hart-Jahr erlebte das Team viel Unruhe. Zwar wurde eines der Autos bei jedem Rennen von Rubens Barrichello gefahren, das zweite Auto hingegen wurde nacheinander von fünf Piloten gefahren, die überwiegend aus finanziellen Gründen verpflichtet wurden. Ivan Capelli wurde nach zwei Rennen durch Thierry Boutsen ersetzt, der zehn Rennen im Jordan 193 bestritt. Auf Boutsen folgten Marco Apicella und Emanuele Naspetti (ein Rennen), und zum Ende der Saison hin ermöglichte Jordan seinem ehemaligen Formel-3000-Piloten Eddie Irvine das Formel-1-Debüt. Auch letzteres war eigentlich lediglich ein Paydriver-Einsatz gewesen, bei dem Eddie Jordan auf die Unterstützung lokaler Sponsoren für den etablierten Fahrer der japanischen F3000 einerseits und auf dessen Streckenkenntnis in Suzuka andererseits baute.
In der Saison 1993 erzielte das Team drei Weltmeisterschaftspunkte, die alle auf den Großen Preis von Japan entfielen: Barrichello fuhr auf Platz fünf die ersten Punkte seiner Karriere ein; hinter ihm konnte Irvine mit Platz sechs gleich in seinem ersten Formel-1-Rennen punkten. Daneben erregte Barrichello durch einen sehr engagierten Einsatz beim Großen Preis von Europa in Donington Aufsehen, als er bei widrigen Streckenverhältnissen lange auf einem Podestplatz lag, ehe er kurz vor dem Ziel ausfiel.
Erste nennenswerte Erfolge erzielte das Jordan-Team 1994, als Rubens Barrichello beim Grand Prix des Pazifik den ersten Podestplatz und in Spa-Francorchamps seine erste Pole-Position in einem Jordan erringen konnte und mit 19 Punkten Sechster der Fahrerwertung wurde. Überschattet wurde die Saison allerdings auch bei Jordan von teils schwerwiegenden Zwischenfällen. Zum einen wurde Eddie Irvine in Brasilien nach einer Kollision mit Jos Verstappen, Éric Bernard und Martin Brundle vom Sportgericht der FIA als Schuldiger ausgemacht und für ein Rennen gesperrt. Diese Sperre wurde aber nach Widerspruch von Jordan gegen das Urteil überraschend auf drei Rennen verlängert, sodass Irvine schließlich zunächst von Aguri Suzuki und dann von Andrea De Cesaris vertreten wurde. Zum anderen erlitt Rubens Barrichello beim Freitagstraining zum Großen Preis von San Marino einen schweren Unfall, der ihn für den Rest des schicksalsträchtigen Rennwochenendes ausfallen ließ und heute gelegentlich als schlechtes Vorzeichen gedeutet wird.

#### 1995 bis 1997: Podiumsplatzierungen mit Peugeot-Motoren

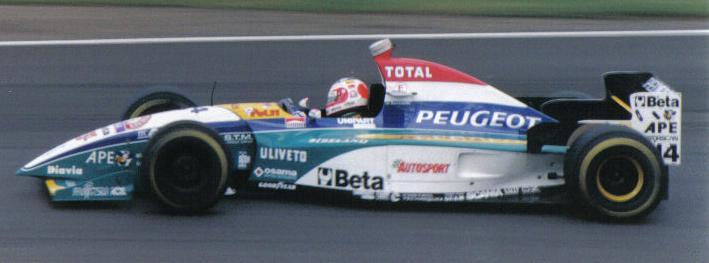
Rubens Barrichello im Jordan 195 beim Großen Preis von Großbritannien 1995

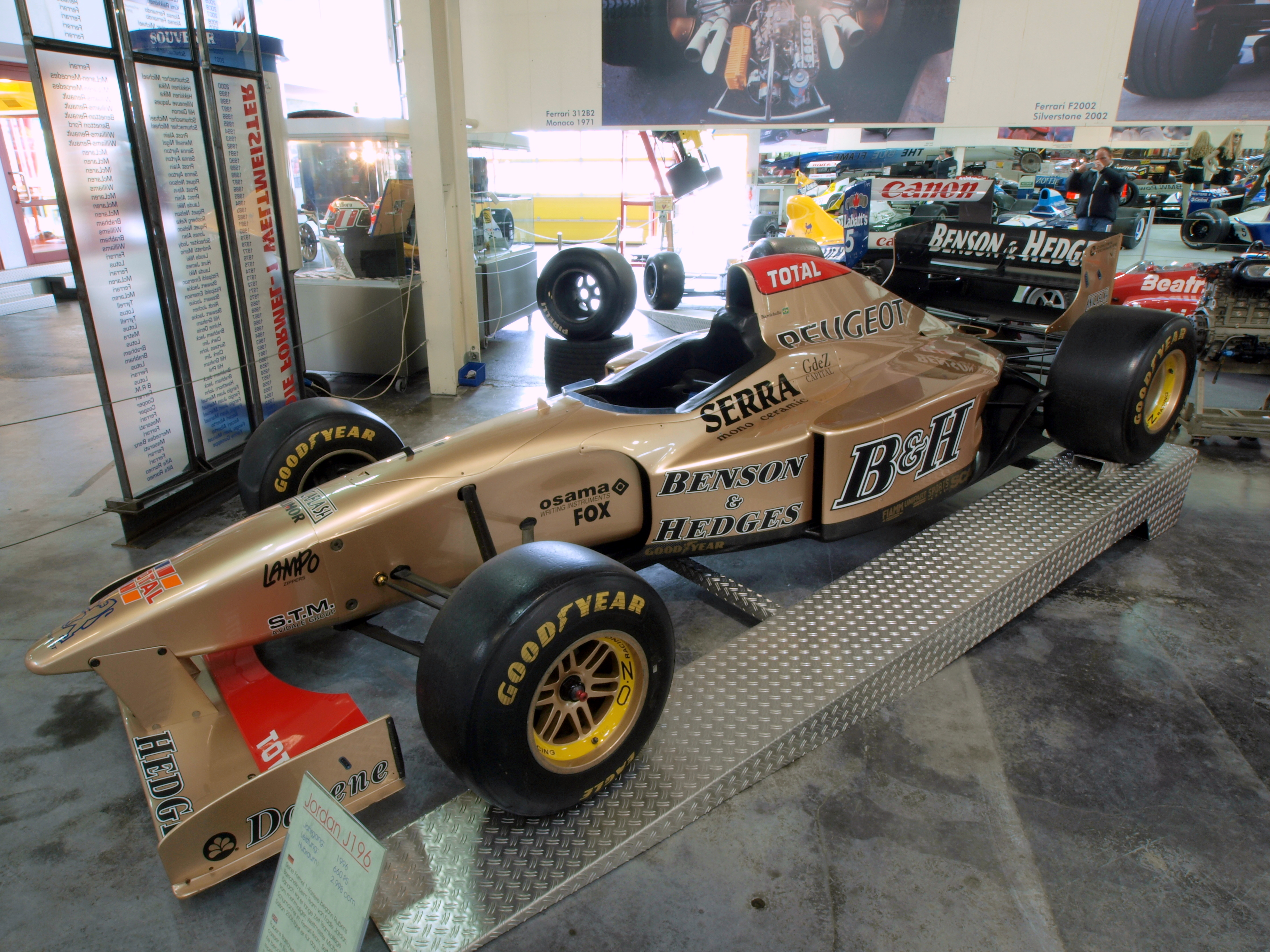
Der Jordan 196 aus der Saison 1996

Nach zwei Jahren gab Jordan die Hart-Motoren auf. Das Team übernahm ab 1995 die Zehnzylindermotoren von Peugeot, die im Vorjahr bei McLaren debütiert hatten und dort nach nur einer Saison gegen Motoren von Ilmor eingetauscht wurden, deren Entwicklung Mercedes-Benz finanziert hatte. Eddie Jordan erwartete von Peugeot eine bessere Infrastruktur und ein höheres Entwicklungsniveau als es bei dem deutlich kleineren Unternehmen Hart der Fall gewesen war.
Jordan konnte mit Peugeot-Unterstützung das Niveau zunächst halten. In der Saison 1995 gelangen mit den Fahrern Barrichello und Irvine erneut regelmäßige Punktplatzierungen und gelegentliche Podestplätze. Zur Saison 1996 konnte zwar mit der Zigarettenmarke Benson & Hedges ein zugkräftiger Hauptsponsor gewonnen werden, der das Erscheinungsbild der Fahrzeuge bis ins Jahr 2002 prägte – in diesen Jahren fuhren die anfangs golden, ab 1997 knallgelb lackierten Jordan-Fahrzeuge mit Nose art in Gestalt von Schlangen, Hornissen oder Haien, und der aufgrund des Verbots von Tabakwerbung zu Formulierungen wie „Buzzin' Hornets“, „Bitten Heroes“ oder „Be On Edge“ verballhornte Sponsorenname war ebenso markant. Allerdings verlor Jordan seinen Fahrer Irvine an Ferrari, und der als Ersatz verpflichtete Martin Brundle – mit dem Eddie Jordan bereits zu Formel-3-Zeiten zusammengearbeitet hatte – fuhr trotz seiner Erfahrung nur wenig erfolgreich, wohingegen Barrichello wesentlich konstantere Leistungen erzielte. Für Brundle war es die letzte Formel-1-Saison, der weiterhin aufstrebende Barrichello wechselte für das Folgejahr zum neugegründeten Stewart-Team des früheren Weltmeisters Jackie Stewart.
Für die Saison 1997 stellte Jordan damit erneut ein Fahrerduo aus jungen Talenten zusammen. So feierte der jüngere Bruder Michael Schumachers, Ralf, sein Grand-Prix-Debüt bei Jordan. Zusammen mit dem Italiener Giancarlo Fisichella, der im Vorjahr bei Minardi gestartet war, verzeichnete er die bislang erfolgreichste Saison für das Team aus Silverstone. Schumachers dritter Platz beim Rennen in Buenos Aires markierte seine erste Podiumsplatzierung im insgesamt 100. Rennen des Teams, dies allerdings mit dem Beigeschmack, dass Fisichella dabei nach einer Kollision ausgerechnet mit Schumacher ausschied. Am Saisonende war allerdings Fisichella der erfolgreichere Fahrer; er konnte mit insgesamt 20 Punkten, die u. a. auf zwei weitere Podestplatzierungen zurückgingen, Platz 8 der Fahrerwertung erreichen und wurde nach der Saison von Benetton abgeworben. Als Ersatz konnte Jordan allerdings die spektakuläre Verpflichtung von Damon Hill verkünden, dem Fahrerweltmeister von 1996.

#### 1998 bis 2002: Auf und ab mit Honda-Motoren
Zur Saison 1998 tauschte Jordan mit Prost Grand Prix den Motorenpartner, nachdem Alain Prost dem im selben Land beheimateten Autobauer den Plan unterbreitet hatte, ein rein französisches „Nationalteam“ aufzustellen. Jordan erhielt künftig von der Honda-Tochter Mugen entwickelte Motoren, die in den Vorjahren bei Prost und dessen Vorgängerteam Ligier ihre Konkurrenzfähigkeit mit Podestplätzen und einem Sieg unter Beweis gestellt hatten. Das Jahr begann allerdings ernüchternd. Die Fahrzeuge fielen häufig aus und waren auch sonst nicht konkurrenzfähig. Jedoch konnte der Ingenieur Mike Gascoyne vom scheidenden Tyrrell-Team abgeworben werden, um die gravierendsten Probleme des Jordan 198 zu beheben. Dies zahlte sich aus; ab dem Großen Preis von Großbritannien konnten Ex-Weltmeister Damon Hill und Ralf Schumacher wieder regelmäßig punkten. Ein noch größerer Erfolg fiel ebenfalls in diese Saison: Beim Chaosrennen in Spa-Francorchamps erzielte Hill den ersten Sieg für Jordan, der durch den zweiten Platz von Schumacher sogar zum Doppelerfolg wurde.

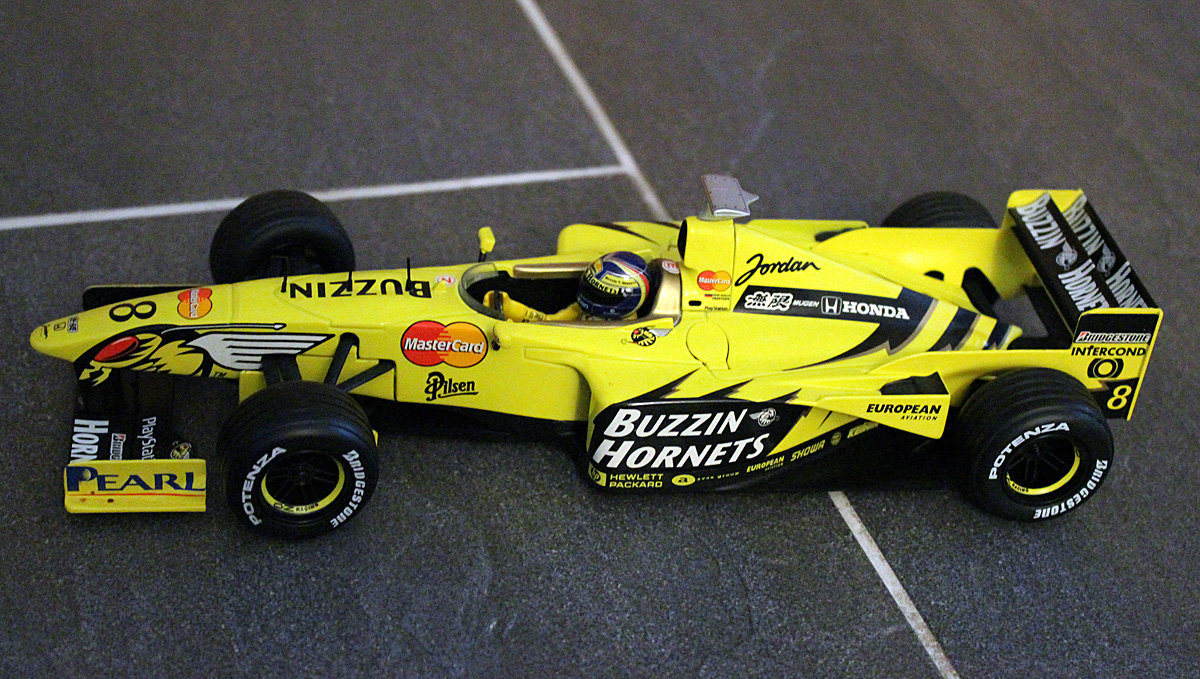
Modell eines Jordan 199; mit diesem Auto konnte Heinz-Harald Frentzen in der Saison 1999 zeitweise um die Fahrerweltmeisterschaft mitkämpfen.

In der Folgesaison 1999 avancierte Jordan sogar zu einem der drei Top-Teams. Heinz-Harald Frentzen, der mit Ralf Schumacher sein Cockpit bei Williams getauscht hatte, entschied zwei Rennen für sich, beendete zahlreiche Grand Prix auf vorderen Punkterängen und hatte über weite Strecken der Saison gute Chancen auf den WM-Titel. Am Ende des Jahres belegte das Team schließlich den dritten Platz in der Konstrukteurswertung. Dies war der größte Erfolg der Teamgeschichte, allerdings konnte Jordan in der Saison 2000 nicht hieran anknüpfen – mangelnde Zuverlässigkeit bremste Frentzen und Neuzugang Jarno Trulli wiederum aus, zudem erstarkte die Konkurrenz in Gestalt von BAR und dem neuen Williams-BMW-Werksteam. Ultimativ wirkte sich auch die Rückkehr von Renault, die das Benetton-Team gekauft hatten, direkt auf Jordan aus, da Mike Gascoyne am Ende des Jahres dorthin wechselte und einen Stab von 27 erfahrenen Mitarbeitern mit sich nahm.
2001, als das Team stagnierte und erstmals seit 1996 keinen Podestplatz mehr gewinnen konnte, schrieb Jordan noch einmal Schlagzeilen, als Frentzen wegen unbefriedigender Leistungen noch während der Saison gekündigt und durch Jean Alesi ersetzt wurde. Die Medien – vor allem in Deutschland – reagierten mit Unverständnis auf die Entscheidung und empfahlen Jordan, die Gründe für das schlechte Abschneiden im Auto statt bei den Fahrern zu suchen. Jahre später entschuldigte sich Eddie Jordan bei Frentzen für sein Vorgehen und ließ öffentlich verlauten, dass seine Entscheidung damals ein Fehler gewesen sei. In der Saison 2002 schließlich fiel Jordan noch weiter ab, zudem zeichnete sich bereits ab, dass Honda trotz der Verpflichtung des Wunschpiloten Takuma Satō nicht mehr an einer Weiterarbeit mit Jordan interessiert war und der Unterstützung des BAR-Teams längst den Vorzug gab.

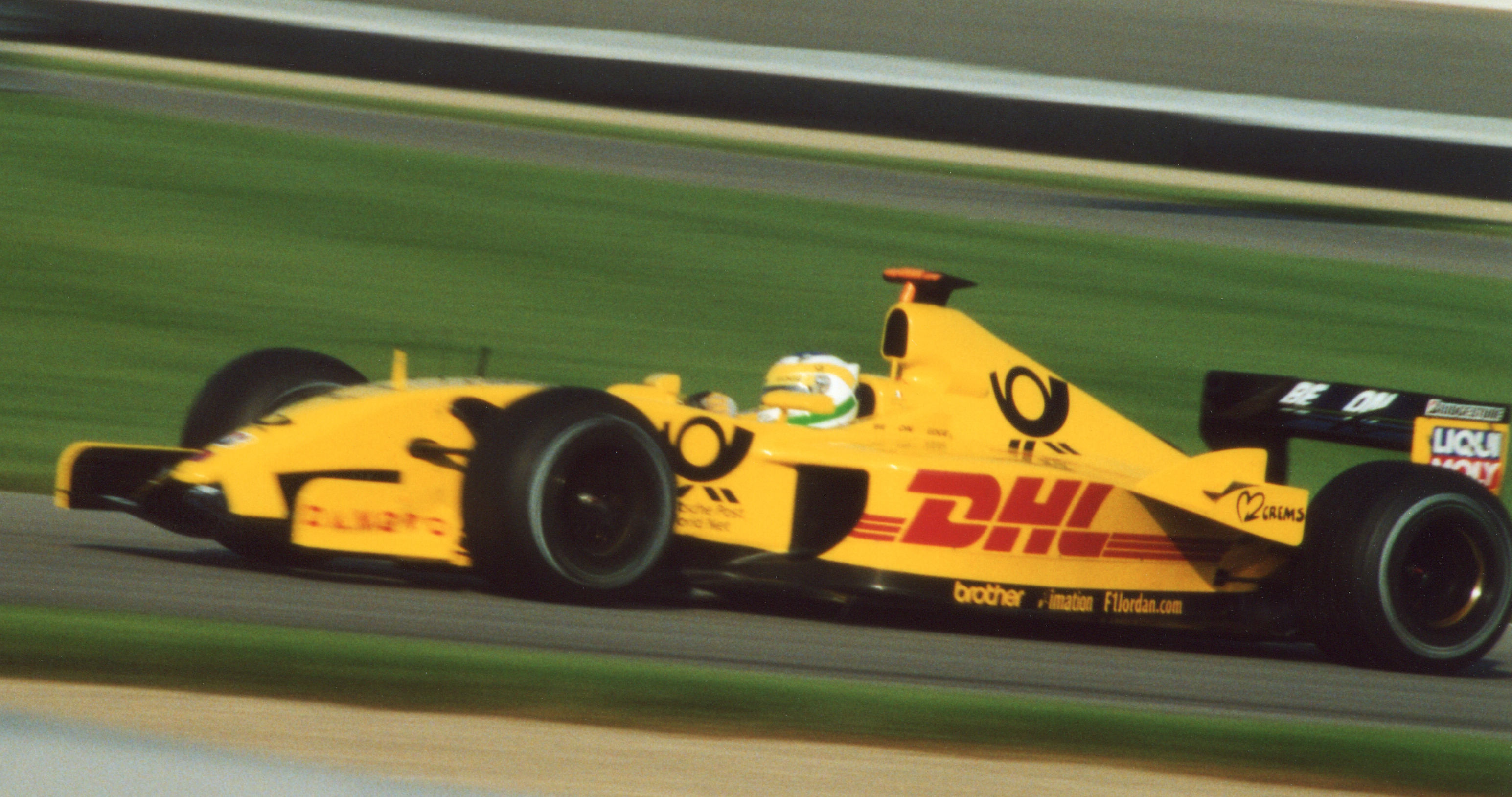
Giancarlo Fisichella im Jordan, 2002

Rückblickend führte Eddie Jordan selbst den Abstieg nach der Saison 1999 auf verfehltes Management seinerseits zurück. Investitionen und die Einstellung von mehr als 100 zusätzlichen Mitarbeitern hätten die familiäre Unternehmenskultur zerstört, so Jordan, und er selbst sei dem Irrglauben aufgesessen, „es gäbe schlauere Leute als mich für das Tagesgeschäft“ und habe sich deshalb fortan auf rudimentäre Tätigkeiten wie die Vermittlung von Sponsoren konzentriert.

#### 2003 bis 2005: Niedergang mit Ford-Kundenmotoren

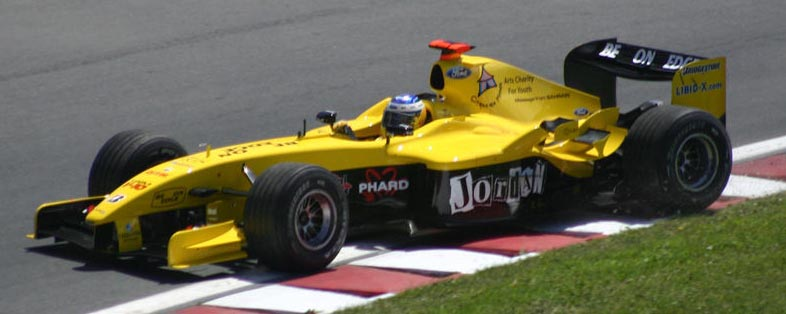
Nick Heidfeld im Jordan, 2004

Zur Saison 2003 war Jordan gezwungen, sich nach einem neuen Motorenpartner umzusehen, da Honda sich nunmehr auf die Unterstützung des BAR-Teams konzentrierte. Von Ford bzw. Cosworth erhielt Jordan Motoren, die sich lediglich auf dem Stand der Vorsaison befanden, aber dennoch eine enorme finanzielle Belastung darstellten. Dennoch gewann Giancarlo Fisichella nochmals einen Grand Prix für Jordan, als er beim Regenrennen in Brasilien zum Zeitpunkt des unfallbedingten Rennabbruchs in Führung lag. Zunächst wurde aufgrund von Unklarheiten über den genauen Zeitpunkt des Abbruchs mit Kimi Räikkönen irrtümlich der falsche Sieger geehrt. Nach erfolgreichem Protest von Jordan bekam das Team aber schließlich doch den Sieg zugesprochen. Dies war zugleich ein Jubiläumsrennen für das Jordan Team, denn der Große Preis von Brasilien war das 200. Rennen des Teams seit dem Debüt in der Formel 1 1991. In dieser Saison machte Jordan allerdings auch negative Schlagzeilen abseits des Renngeschehens: Eddie Jordan verklagte den Telekommunikationskonzern Vodafone auf 250 Mio. € Schadensersatz, nachdem ein Sponsoring-Vertrag, der Jordan nach eigenen Angaben im März 2001 telefonisch zugesagt worden sei, nicht zustande gekommen war und Vodafone ab 2002 stattdessen den Konkurrenten Ferrari sponserte. Die Klage wurde allerdings abgewiesen und Jordans Behauptungen als unbegründet und falsch bezeichnet.
2004 fuhr Nick Heidfeld für das mittlerweile unterfinanzierte Team und ein weiterer Deutscher konnte sein Debüt bei Jordan feiern: Timo Glock bestritt als Test- und Ersatzfahrer vier Rennen für den eigentlichen Stammfahrer Giorgio Pantano.

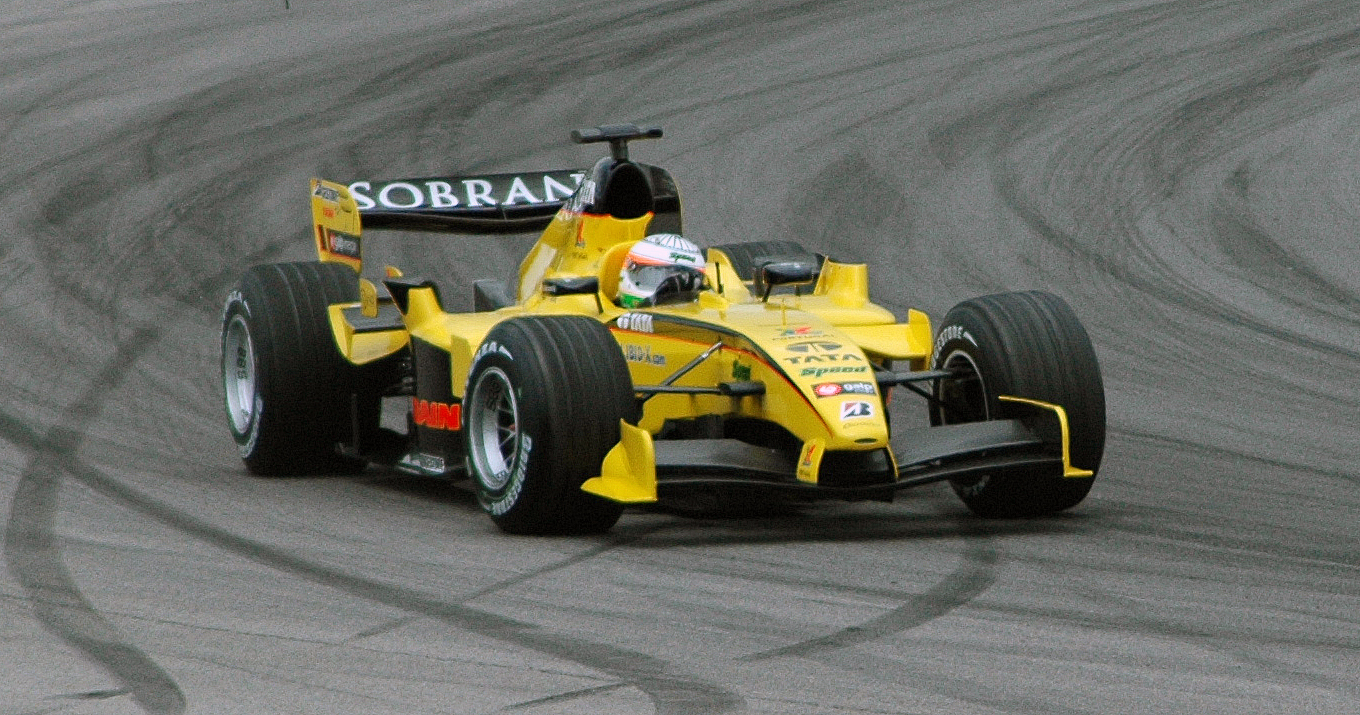
Der letzte Jordan aus dem Jahr 2005, pilotiert von Narain Karthikeyan

In seiner letzten Saison 2005 startete das Team bereits ohne Eddie Jordan als Teamchef und konnte beim Skandalrennen in Indianapolis, bei dem nur sechs Autos starteten, durch den Portugiesen Tiago Monteiro noch einmal einen Podestplatz verbuchen, nachdem der Rennstall schon im Januar desselben Jahres an die Midland Group des kanado-russischen Milliardärs Alexander Shnaider verkauft worden war.
Das Jordan Grand Prix Team hat von 1991 bis zum Rückzug Ende der Saison 2005 an 250 Grand Prix teilgenommen.

## Besitzverhältnisse und Eigentümerwechsel
Anfangs befand sich das Team komplett im Privatbesitz von Eddie Jordan selbst. Erste Überlegungen, Anteile zu übertragen, gab es nach der Saison 1992: Nach eigenen Angaben bot Jordan Ayrton Senna, dessen Vertrag bei McLaren am Ende der Saison abgelaufen war, einen Startplatz neben Rubens Barrichello sowie anfangs 20 %, später 40 % der Anteile am Team an. Jordan spekulierte darauf, mit dem Star im Team die Unterstützung potenzieller Sponsoren und Ausrüster zu gewinnen, um somit zugleich auch die Wettbewerbsfähigkeit seines Rennstalls drastisch zu steigern, und baute auch darauf, dass Senna für seinen jüngeren Landsmann als Mentor fungieren würde. Senna war Jordans Berichten zufolge nicht abgeneigt, entschied sich letztlich aber doch für das Angebot von McLaren, zu festen Summen jeweils für ein Rennen unter Vertrag genommen zu werden.
Ein weiteres Angebot gab es während der Saison 1998: Honda bot an, 90 % der Anteile zu erwerben. Bedingung war jedoch, dass Eddie Jordan selbst dem Rennbetrieb fernbleiben sollte, da Honda den Rennstall als komplett eigenes Engagement präsentieren wollte. Dieses Angebot lehnte wiederum Jordan selber ab. Schließlich übernahm die Private-Equity-Gesellschaft Warburg Pincus im November 1998 49,9 % der Anteile, was nach Jordans Angabe hauptsächlich auf das Engagement des rennsportbegeisterten Investors Dominic Shorthouse zurückzuführen war. Dieser Anteil wurde vor Beginn der Saison 2004 an die irische Investorengruppe Merrion Capital verkauft.
Eddie Jordan verkaufte seine Anteile am Rennstall schließlich im Januar 2005 an die russisch-kanadische Midland Group, die das Team 2006 unter dem Namen Midland F1 Racing in der Formel 1 an den Start brachte. Ein Jahr später wurde das Team an den niederländischen Automobilhersteller Spyker und schließlich an den indischen Milliardär Vijay Mallya weiterverkauft, der es von 2008 bis 2018 unter dem Namen Force India F1 Team betrieb. Dieser wiederum wurde nach Insolvenz im Sommer 2018 aufgelöst; nachdem eine Investorengruppe die Konkursmasse aufgekauft hatte, wurde allerdings der Rennbetrieb unter dem Namen Racing Point aufrechterhalten, wobei die Fahrzeuge für den Rest der Saison noch unter dem Namen Racing Point Force India F1 Team gemeldet wurden. Ab 2019 tritt das Team alleine als Racing Point F1 Team und ab der Saison 2021 als Aston Martin F1 an.

## Jordan Grand Prix: Übersicht über 15 Saisons

### Übersicht: Chassis, Motoren, Reifen, Fahrer, Ergebnisse
| Saison | Chassis    | Motor         | Reifen | Punkte | Siege | Poles | SR | WM-Rang | Fahrer |
| ------ | ---------- | ------------- | ------ | ------ | ----- | ----- | -- | ------- | --- |
| 1991   | 191        | Ford Cosworth | G      | 13     | –     | –     | 1  | 5.      | Andrea de Cesaris (WM-9.) Alessandro Zanardi (–) Bertrand Gachot (WM-13.) Michael Schumacher (WM-13.) Roberto Moreno (WM-10.)   |
| 1992   | 192        | Yamaha        | G      | 1      | –     | –     | –  | 11.     | Stefano Modena (WM-17.) Maurício Gugelmin (–)                                                                                   |
| 1993   | 193        | Hart          | G      | 3      | –     | –     | –  | 10.     | Rubens Barrichello (WM-17.) Ivan Capelli (–) Thierry Boutsen (–) Marco Apicella (–) Emanuele Naspetti (–) Eddie Irvine (WM-20.) |
| 1994   | 194        | Hart          | G      | 28     | –     | 1     | –  | 5.      | Rubens Barrichello (WM-6.) Eddie Irvine (WM-16.) Aguri Suzuki (–) Andrea de Cesaris (WM-19.)                                    |
| 1995   | 195        | Peugeot       | G      | 21     | –     | –     | –  | 6.      | Rubens Barrichello (WM-11.) Eddie Irvine (WM-12.)                                                                               |
| 1996   | 196        | Peugeot       | G      | 22     | –     | –     | –  | 5.      | Rubens Barrichello (WM-8.) Martin Brundle (WM-11.)                                                                              |
| 1997   | 197        | Peugeot       | G      | 33     | –     | –     | 1  | 5.      | Giancarlo Fisichella (WM-8.) Ralf Schumacher (WM-11.)                                                                           |
| 1998   | 198        | Mugen-Honda   | G      | 34     | 1     | –     | –  | 4.      | Damon Hill (WM-6.) Ralf Schumacher (WM-10.)                                                                                     |
| 1999   | 199        | Mugen-Honda   | B      | 61     | 2     | 1     | –  | 3.      | Heinz-Harald Frentzen (WM-3.) Damon Hill (WM-12.)                                                                               |
| 2000   | EJ10/EJ10B | Mugen-Honda   | B      | 17     | –     | –     | –  | 6.      | Heinz-Harald Frentzen (WM-9.) Jarno Trulli (WM-10.)                                                                             |
| 2001   | EJ11       | Honda         | B      | 19     | –     | –     | –  | 5.      | Jarno Trulli (WM-9.) Heinz-Harald Frentzen (WM-13.) Ricardo Zonta (–) Jean Alesi (WM-15.)                                       |
| 2002   | EJ12       | Honda         | B      | 9      | –     | –     | –  | 6.      | Giancarlo Fisichella (WM-11.) Takuma Satō (WM-15.)                                                                              |
| 2003   | EJ13       | Ford Cosworth | B      | 13     | 1     | –     | –  | 9.      | Giancarlo Fisichella (WM-12.) Ralph Firman (WM-19.) Zsolt Baumgartner (–)                                                       |
| 2004   | EJ15       | Ford Cosworth | B      | 5      | –     | –     | –  | 9.      | Nick Heidfeld (WM-18.) Giorgio Pantano (–) Timo Glock (WM-19.)                                                                  |
| 2005   | EJ15/EJ15B | Toyota        | B      | 12     | –     | –     | –  | 9.      | Tiago Monteiro (WM-16.) Narain Karthikeyan (WM-18.)                                                                             |

### Ergebnisse in der Formel 1
| Saison | Chassis     | Fahrer         | Nr. | 1    | 2   | 3   | 4   | 5   | 6   | 7   | 8   | 9   | 10  | 11  | 12  | 13  | 14  | 15  | 16  | 17  | 18  | 19  | Punkte | Rang |
| ------ | ----------- | -------------- | --- | ---- | --- | --- | --- | --- | --- | --- | --- | --- | --- | --- | --- | --- | --- | --- | --- | --- | --- | --- | ------ | ---- |
| 1991   | 191         |                |     |      |     |     |     |     |     |     |     |     |     |     |     |     |     |     |     |     |     |     | 13     | 5.   |
| 1991   | 191         | B. Gachot      | 32  | 10   | 13  | DNF | 8   | 5   | DNF | DNF | 6   | 6   | 9   |     |     |     |     |     |     |     |     |     | 13     | 5.   |
| 1991   | 191         | M. Schumacher  | 32  |      |     |     |     |     |     |     |     |     |     | DNF |     |     |     |     |     |     |     |     | 13     | 5.   |
| 1991   | 191         | R. Moreno      | 32  |      |     |     |     |     |     |     |     |     |     |     | DNF | 10  |     |     |     |     |     |     | 13     | 5.   |
| 1991   | 191         | A. Zanardi     | 32  |      |     |     |     |     |     |     |     |     |     |     |     |     | 9   | DNF | 9   |     |     |     | 13     | 5.   |
| 1991   | 191         | A. de Cesaris  | 33  | DNPQ | DNF | DNF | DNF | 4   | 4   | 6   | DNF | 5   | 7   | 13  | 7   | 8   | DNF | DNF | 8   |     |     |     | 13     | 5.   |
| 1992   | 192         |                |     |      |     |     |     |     |     |     |     |     |     |     |     |     |     |     |     |     |     |     | 1      | 11.  |
| 1992   | 192         | S. Modena      | 32  | DNQ  | DNF | DNF | DNQ | DNF | DNF | DNF | DNF | DNF | DNQ | DNF | 15  | DNQ | 13  | 7   | 6   |     |     |     | 1      | 11.  |
| 1992   | 192         | M. Gugelmin    | 33  | 11   | DNF | DNF | DNF | 7   | DNF | DNF | DNF | DNF | 15  | 10  | 14  | DNF | DNF | DNF | DNF |     |     |     | 1      | 11.  |
| 1993   | 193         |                |     |      |     |     |     |     |     |     |     |     |     |     |     |     |     |     |     |     |     |     | 3      | 10.  |
| 1993   | 193         | R. Barrichello | 14  | DNF  | DNF | 10  | DNF | 12  | 9   | DNF | 7   | 10  | DNF | DNF | DNF | DNF | 13  | 5   | 11  |     |     |     | 3      | 10.  |
| 1993   | 193         | I. Capelli     | 15  | DNF  | DNQ |     |     |     |     |     |     |     |     |     |     |     |     |     |     |     |     |     | 3      | 10.  |
| 1993   | 193         | T. Boutsen     | 15  |      |     | DNF | DNF | 11  | DNF | 12  | 11  | DNF | 13  | 9   | DNF |     |     |     |     |     |     |     | 3      | 10.  |
| 1993   | 193         | M. Apicella    | 15  |      |     |     |     |     |     |     |     |     |     |     |     | DNF |     |     |     |     |     |     | 3      | 10.  |
| 1993   | 193         | E. Naspetti    | 15  |      |     |     |     |     |     |     |     |     |     |     |     |     | DNF |     |     |     |     |     | 3      | 10.  |
| 1993   | 193         | E. Irvine      | 15  |      |     |     |     |     |     |     |     |     |     |     |     |     |     | 6   | DNF |     |     |     | 3      | 10.  |
| 1994   | 194         |                |     |      |     |     |     |     |     |     |     |     |     |     |     |     |     |     |     |     |     |     | 28     | 5.   |
| 1994   | 194         | R. Barrichello | 14  | 4    | 3   | DNQ | DNF | DNF | 7   | DNF | 4   | DNF | DNF | DNF | 4   | 4   | 12  | DNF | 4   |     |     |     | 28     | 5.   |
| 1994   | 194         | E. Irvine      | 15  | DNF  | EX  | EX  | EX  | 6   | DNF | DNF | DNF | DNF | DNF | 13  | DNF | 7   | 4   | 5   | DNF |     |     |     | 28     | 5.   |
| 1994   | 194         | A. Suzuki      | 15  |      | DNF |     |     |     |     |     |     |     |     |     |     |     |     |     |     |     |     |     | 28     | 5.   |
| 1994   | 194         | A. de Cesaris  | 15  |      |     | DNF | 4   |     |     |     |     |     |     |     |     |     |     |     |     |     |     |     | 28     | 5.   |
| 1995   | 195         |                |     |      |     |     |     |     |     |     |     |     |     |     |     |     |     |     |     |     |     |     | 21     | 6.   |
| 1995   | 195         | R. Barrichello | 14  | DNF  | DNF | DNF | 7   | DNF | 2   | 6   | 11  | DNF | 7   | 6   | DNF | 11  | 4   | DNF | DNF | DNF |     |     | 21     | 6.   |
| 1995   | 195         | E. Irvine      | 15  | DNF  | DNF | 8   | 5   | DNF | 3   | 9   | DNF | 9   | 13  | DNF | DNF | 10  | 6   | 11  | 4   | DNF |     |     | 21     | 6.   |
| 1996   | 196         |                |     |      |     |     |     |     |     |     |     |     |     |     |     |     |     |     |     |     |     |     | 22     | 5.   |
| 1996   | 196         | R. Barrichello | 11  | DNF  | DNF | 4   | 5   | 5   | DNF | DNF | DNF | 9   | 4   | 6   | 6   | DNF | 5   | DNF | 9   |     |     |     | 22     | 5.   |
| 1996   | 196         | M. Brundle     | 12  | DNF  | 12  | DNF | 6   | DNF | DNF | DNF | 6   | 8   | 6   | 10  | DNF | DNF | 4   | 9   | 5   |     |     |     | 22     | 5.   |
| 1997   | 197         |                |     |      |     |     |     |     |     |     |     |     |     |     |     |     |     |     |     |     |     |     | 33     | 5.   |
| 1997   | 197         | R. Schumacher  | 11  | DNF  | DNF | 3   | DNF | DNF | DNF | DNF | 6   | 5   | 5   | 5   | DNF | DNF | 5   | DNF | 9   | DNF |     |     | 33     | 5.   |
| 1997   | 197         | G. Fisichella  | 12  | DNF  | 8   | DNF | 4   | 6   | 9   | 3   | 9   | 7   | 11  | DNF | 2   | 4   | 4   | DNF | 7   | 11  |     |     | 33     | 5.   |
| 1998   | 198         |                |     |      |     |     |     |     |     |     |     |     |     |     |     |     |     |     |     |     |     |     | 34     | 4.   |
| 1998   | 198         | D. Hill        | 09  | 8    | DSQ | 8   | 10  | DNF | 8   | DNF | DNF | DNF | 7   | 4   | 4   | 1   | 6   | 9   | 4   |     |     |     | 34     | 4.   |
| 1998   | 198         | R. Schumacher  | 10  | DNF  | DNF | DNF | 7   | 11  | DNF | DNF | 16  | 6   | 5   | 6   | 9   | 2   | 3   | DNF | DNF |     |     |     | 34     | 4.   |
| 1999   | 199         |                |     |      |     |     |     |     |     |     |     |     |     |     |     |     |     |     |     |     |     |     | 61     | 3.   |
| 1999   | 199         | D. Hill        | 07  | DNF  | DNF | 4   | DNF | 7   | DNF | DNF | 5   | 8   | DNF | 6   | 6   | 10  | DNF | DNF | DNF |     |     |     | 61     | 3.   |
| 1999   | 199         | H. Frentzen    | 08  | 2    | 3   | DNF | 4   | DNF | 11  | 1   | 4   | 4   | 3   | 4   | 3   | 1   | DNF | 6   | 4   |     |     |     | 61     | 3.   |
| 2000   | EJ10, EJ10B |                |     |      |     |     |     |     |     |     |     |     |     |     |     |     |     |     |     |     |     |     | 17     | 6.   |
| 2000   | EJ10, EJ10B | H. Frentzen    | 05  | DNF  | 3   | DNF | 17  | 6   | DNF | 10  | DNF | 7   | DNF | DNF | 6   | 6   | DNF | 3   | DNF | DNF |     |     | 17     | 6.   |
| 2000   | EJ10, EJ10B | J. Trulli      | 06  | DNF  | 4   | 15  | 6   | 12  | DNF | DNF | 6   | 6   | DNF | 9   | 7   | DNF | DNF | DNF | 13  | 12  |     |     | 17     | 6.   |
| 2001   | EJ11        |                |     |      |     |     |     |     |     |     |     |     |     |     |     |     |     |     |     |     |     |     | 19     | 5.   |
| 2001   | EJ11        | H. Frentzen    | 11  | 5    | 4   | 11  | 6   | DNF | DNF | DNF | INJ | DNF | 8   | 7   | EX  |     |     |     |     |     |     |     | 19     | 5.   |
| 2001   | EJ11        | R. Zonta       | 11  |      |     |     |     |     |     |     | 7   |     |     |     | DNF |     |     |     |     |     |     |     | 19     | 5.   |
| 2001   | EJ11        | J. Trulli      | 11  |      |     |     |     |     |     |     |     |     |     |     |     | DNF | DNF | DNF | 4   | 8   |     |     | 19     | 5.   |
| 2001   | EJ11        | J. Trulli      | 12  | DNF  | 8   | 5   | 5   | 4   | DSQ | DNF | 11  | DNF | 5   | DNF | DNF |     |     |     |     |     |     |     | 19     | 5.   |
| 2001   | EJ11        | J. Alesi       | 12  |      |     |     |     |     |     |     |     |     |     |     |     | 10  | 6   | 8   | 7   | DNF |     |     | 19     | 5.   |
| 2002   | EJ12        |                |     |      |     |     |     |     |     |     |     |     |     |     |     |     |     |     |     |     |     |     | 9      | 6.   |
| 2002   | EJ12        | G. Fisichella  | 09  | DNF  | 13  | DNF | DNF | DNF | 5   | 5   | 5   | DNF | 7   | DNQ | DNF | 6   | DNF | 8   | 7   | DNF |     |     | 9      | 6.   |
| 2002   | EJ12        | T. Satō        | 10  | DNF  | 9   | 9   | DNF | DNF | DNF | DNF | 10  | 16  | DNF | DNF | 8   | 10  | 11  | 12  | 11  | 5   |     |     | 9      | 6.   |
| 2003   | EJ13        |                |     |      |     |     |     |     |     |     |     |     |     |     |     |     |     |     |     |     |     |     | 13     | 9.   |
| 2003   | EJ13        | G. Fisichella  | 11  | 12   | DNF | 1   | 15  | DNF | DNF | 10  | DNF | 12  | DNF | DNF | 13  | DNF | 10  | 7   | DNF |     |     |     | 13     | 9.   |
| 2003   | EJ13        | R. Firman      | 12  | DNF  | 10  | DNF | DNF | 8   | 11  | 12  | DNF | 11  | 15  | 13  | DNF |     |     | DNF | 14  |     |     |     | 13     | 9.   |
| 2003   | EJ13        | Z. Baumgartner | 12  |      |     |     |     |     |     |     |     |     |     |     |     | DNF | 11  |     |     |     |     |     | 13     | 9.   |
| 2004   | EJ14        |                |     |      |     |     |     |     |     |     |     |     |     |     |     |     |     |     |     |     |     |     | 5      | 9.   |
| 2004   | EJ14        | Nick Heidfeld  | 18  | DNF  | DNF | 15  | DNF | DNF | 7   | 10  | 8   | DNF | 16  | 15  | DNF | 12  | 11  | 14  | 13  | 13  | DNF |     | 5      | 9.   |
| 2004   | EJ14        | G. Pantano     | 19  | 14   | 13  | 16  | DNF | DNF | DNF | 13  |     | DNF | 17  | DNF | 15  | DNF | DNF | DNF |     |     |     |     | 5      | 9.   |
| 2004   | EJ14        | T. Glock       | 19  |      |     |     |     |     |     |     | 7   |     |     |     |     |     |     |     | 15  | 15  | 15  |     | 5      | 9.   |
| 2005   | EJ15, EJ15B |                |     |      |     |     |     |     |     |     |     |     |     |     |     |     |     |     |     |     |     |     | 12     | 9.   |
| 2005   | EJ15, EJ15B | T. Monteiro    | 18  | 16   | 12  | 10  | 13  | 12  | 13  | 15  | 10  | 3   | 13  | 17  | 17  | 13  | 15  | 17  | 8   | DNF | 13  | 11  | 12     | 9.   |
| 2005   | EJ15, EJ15B | N. Karthikeyan | 19  | 15   | 11  | DNF | 12  | 13  | DNF | 16  | DNF | 4   | 15  | DNF | 16  | 12  | 14  | 20  | 11  | 15  | 15  | DNF | 12     | 9.   |

| Legende  | Legende            | Legende                                                          |
| Farbe    | Abkürzung          | Bedeutung                                                        |
| -------- | ------------------ | ---------------------------------------------------------------- |
| Gold     | –                  | Sieg                                                             |
| Silber   | –                  | 2. Platz                                                         |
| Bronze   | –                  | 3. Platz                                                         |
| Grün     | –                  | Platzierung in den Punkten                                       |
| Blau     | –                  | Klassifiziert außerhalb der Punkteränge                          |
| Violett  | DNF                | Rennen nicht beendet (did not finish)                            |
| Violett  | NC                 | nicht klassifiziert (not classified)                             |
| Rot      | DNQ                | nicht qualifiziert (did not qualify)                             |
| Rot      | DNPQ               | in Vorqualifikation gescheitert (did not pre-qualify)            |
| Schwarz  | DSQ                | disqualifiziert (disqualified)                                   |
| Weiß     | DNS                | nicht am Start (did not start)                                   |
| Weiß     | WD                 | zurückgezogen (withdrawn)                                        |
| Hellblau | PO                 | nur am Training teilgenommen (practiced only)                    |
| Hellblau | TD                 | Freitags-Testfahrer (test driver)                                |
| ohne     | DNP                | nicht am Training teilgenommen (did not practice)                |
| ohne     | INJ                | verletzt oder krank (injured)                                    |
| ohne     | EX                 | ausgeschlossen (excluded)                                        |
| ohne     | DNA                | nicht erschienen (did not arrive)                                |
| ohne     | C                  | Rennen abgesagt (cancelled)                                      |
| ohne     | keine WM-Teilnahme |                                                                  |
| sonstige | P/fett             | Pole-Position                                                    |
| sonstige | 1/2/3/4/5/6/7/8    | Punktplatzierung im Sprint-/Qualifikationsrennen                 |
| sonstige | SR/kursiv          | Schnellste Rennrunde                                             |
| sonstige | *                  | nicht im Ziel, aufgrund der zurückgelegten Distanz aber gewertet |
| sonstige | ()                 | Streichresultate                                                 |
| sonstige | unterstrichen      | Führender in der Gesamtwertung                                   |

### Grand-Prix-Siege
- 1998  Großer Preis von Belgien (Spa-Francorchamps) Damon Hill
- 1999  Großer Preis von Frankreich (Magny-Cours) Heinz-Harald Frentzen
- 1999  Großer Preis von Italien (Monza) Heinz-Harald Frentzen
- 2003  Großer Preis von Brasilien (Interlagos) Giancarlo Fisichella